# Peters-Anomalie
Die Peters-Anomalie ist eine sehr seltene angeborene Fehlbildung des Auges mit zentraler Hornhauttrübung mit Defektbildung des hinteren Hornhautstromas, der Descemet-Membran und des Hornhautendothels. Dabei besteht eine Verklebung zwischen Hornhaut und Augenlinse sowie peripher zwischen Hornhaut und Iris.
Synonyme sind: Peterssche Defektbildung; kongenitales Glaukom Typ Peters; Peters-Syndrom
Die Bezeichnung bezieht sich auf den Autoren der Erstbeschreibung aus dem Jahre 1906 durch den Rostocker Augenarzt Albert Peters.

## Pathologie
Die Wanderung der Zellen aus der mesenzephalen Neuralleiste am Ende der 3. Embryonalwoche ist gestört. Die Fehlentwicklung der Iris-Trabekeln führt zu einem Glaukom, häufig beidseits, auch die Descemet-Membran und das zentrale Hornhautendothel entstehen nicht normal mit zentraler Hornhauttrübung und irido-cornealen Synechien von peripher bis ins Zentrum. Die Vorderkammer ist eng und hat eventuell Verbindung mit der Linse, es entsteht eine Katarakt.

## Verbreitung
Die Häufigkeit wird mit unter 1 zu 1.000.000 angegeben, die Vererbung erfolgt autosomal-dominant oder autosomal-rezessiv.
Es besteht eine Assoziation mit weiteren Fehlbildungen: wie Gesichtsdysmorphie oder Hypospadie und Syndromen wie Trisomie 13, Trisomie 14, Trisomie 15, Jacobsen-Syndrom (Partielle Deletion Chromosom 11q) und Norrie-Syndrom.
Auch beim Peters-Plus-Syndrom liegen noch weitere Fehlbildungen vor.

## Einteilung
Nach dem Ausmaß der Veränderungen kann klinisch unterschieden werden:
- Typ 1 ohne Linsenbeteiligung, nur Iris, Hornhautendothel und  Descemet-Membran
- Typ 2 mit zusätzlicher Linsenbeteiligung (keratolentikuläre Adhäsionen), häufiger beidseits, stärkere Hornhauttrübung

## Ursache
Folgende Mutationen wurden bislang gefunden:
- FOXC1-Gen auf Chromosom 6 Genort p25.3, autosomal-dominant[8]
- PAX6-Gen auf Chromosom 11 Genort p13, autosomal-dominant[9] (bei einer Vielzahl anderer Erkrankungen beteiligt[10])
- PITX2-Gen auf Chromosom 4 Genort q25, autosomal-dominant[11]
- CYP1B1-Gen auf Chromosom 2 Genort p22.2[12]
- RIEG1-Gen  auf Chromosom 4 Genort q25, autosomal-dominant[13]
- AR FOXE3-Gen auf Chromosom 1 Genort p33[14]

## Klinische Erscheinungen
Klinische Kriterien sind:
- Manifestation als Kleinkindalter, Neugeborenenzeit
- kongenitaler umschriebener Defekt der Descemet-Membran mit zentraler Hornhauttrübung
- zentrale keratolentikuläre Adhärenz mit Abflachung der Vorderkammer, peripher vordere Synechie, mitunter auch vordere Polkatarakt
- 80 % beidseits, in 50 bis 70 % Sekundärglaukom
- zusätzliche Augenanomalie: Mikrokornea, Mikrophthalmie, Sklerokornea, Kolobome

## Diagnose
Die Diagnose ergibt sich aus der augenärztlichen Untersuchung. Medizinische Bildgebung kann weitere Veränderungen aufzeigen.

## Differentialdiagnose
Abzugrenzen sind:
- Hintere-polymorphe-Hornhautdystrophie
- Iridokorneales endotheliales Syndrom
- Kongenitale hereditäre Endotheldystrophie
- Kongenitale Stroma-Hornhautdystrophie
- Rieger-Syndrom
- Rötelnembryofetopathie

## Therapie
Die Behandlung des Glaukoms und der Katarakt ist dort beschrieben. Im Verlauf ist eine teilweise Aufklarung möglich, gegebenenfalls sollte eine  frühzeitige Keratoplastik erfolgen.

## In der Tiermedizin
Die Anomalie wurde auch bei einer Katze beschrieben.